# Кожевницы
 Кожевницы — деревня в Ивановском районе Ивановской области. Входит в состав Богданихского сельского поселения.

## География
Находится в центральной части Ивановской области на расстоянии приблизительно 18 км на юго-восток по прямой от вокзала станции Иваново рядом с железнодорожной линией Иваново-Шуя.

## История
Появилась на карте еще 1808 года. В 1859 году здесь (тогда деревня Шуйского уезда Владимирской губернии) было учтено 12 дворов, в 1902 — 17. Ныне имеет дачный характер.

## Население
Постоянное население составляло 72 человека (1859 год), 86 (1902), 0 как в 2002 году, так и в 2010.